# 승리의 탈출
《승리의 탈출》(Escape to Victory, 북아메리카에서는 Victory)은 제2차 세계 대전 기간을 배경으로 한 독일의 감옥 수용소의 포로에 대한 이야기를 다룬 1981년 영화이다. 존 휴스턴이 감독하고 마이클 케인, 실베스터 스탤론, 막스 폰 시도우, 대니얼 매시가 출연하였다. 각본은 야보 야블론스키가 맡았다. 이 영화는 졸탄 파브리 감독의 1961년 헝가리 영화 드라마 Two Half Times in Hell에 기반을 둔다.또한 이 영화에는 펠레와 바비 무어를 비롯한 많은 축구 선수들이 출연하였다.

## 줄거리
전쟁 전 웨스트 햄 유나이티드의 프로 축구 선수였던 영국군 존 콜비 대위가 코치하고 이끄는 연합군 포로 팀은 독일 팀과의 친선 경기에 출전하기로 합의하지만, 독일의 선전 공세에 휘말리게 된다.
콜비는 팀의 주장이며 사실상 감독으로서 선수들을 선발한다. 또 다른 포로인 캐나다 육군에서 복무 중인 미국인 로버트 해치는 처음에는 선발되지 않지만, 다가올 탈출 시도를 용이하게 하기 위해 팀에 있어야 하므로 콜비를 졸라 마침내 팀의 트레이너로 합류하게 된다.
콜비의 상관들은 그에게 경기를 탈출 시도의 기회로 삼으라고 거듭 설득하지만, 콜비는 그러한 시도가 선수들을 죽음으로 몰아넣을까 두려워 계속 거부한다. 한편, 해치는 자신의 무관한 탈출 시도를 계획하고 있었고, 콜비의 상관들은 그가 파리로 가서 프랑스 레지스탕스와 접촉하여 축구팀의 탈출을 돕도록 설득한다면 도와주기로 동의한다.
해치는 수용소를 탈출하여 파리에서 레지스탕스를 만난다. 레지스탕스는 처음에는 팀의 탈출을 돕는 것이 너무 위험하다고 생각하지만, 경기가 콜롱브 스타디움에서 열린다는 것을 알게 되자 파리 하수도 시스템에서 선수들의 탈의실 샤워실로 이어지는 터널을 이용한 탈출 계획을 세운다. 그들은 해치에게 스스로 재포획되도록 설득하여 이 정보를 수용소의 영국군 장교들에게 전달하게 한다.
해치는 실제로 재포획된다. 그러나 그는 독방에 수감되고, 따라서 포로들은 프랑스 지하 조직이 그들을 도울지 알지 못한다. 콜비는 독일군에게 해치가 백업 골키퍼이고 주전 골키퍼가 팔이 부러졌기 때문에 해치가 팀에 필요하다고 말한다. 콜비는 독일군이 해치를 연합군 라인업에 합류시키기 전에 부상 증거를 원했기 때문에 실제로 주전 골키퍼의 팔을 부러뜨려야 했다.
결국 포로들은 경기만을 위해 독일 수용소를 떠날 수 있었고, 경기가 끝난 후 다시 수감될 예정이었다. 레지스탕스의 터널 작업자들은 포로들이 4대 1로 뒤지고 있던 하프타임에 연합군 탈의실로 뚫고 들어왔다. 그러나 팀은 해치를 설득하여 계획된 탈출을 이끌기보다 후반전에 경기장으로 돌아가게 한다.
심판들이 독일군에게 크게 편파적이었고 독일 팀이 연합군 선수들에게 여러 번 고의적인 부상을 입혔음에도 불구하고, 루이스 페르난데스, 카를로스 레이, 테리 브래디의 뛰어난 활약으로 4대 4 무승부가 달성된다. 해치는 골키퍼로 활약하며 뛰어난 선방을 보여주었는데, 경기 종료 직전 페널티킥 선방으로 독일의 승리를 저지한다. 연합군의 한 골은 경기 초반에 노골적으로 무효 처리되었으므로, 포로들은 5대 4로 이겼어야 했다.
해치가 무승부를 지켜낸 후, 관중들은 경기장으로 쏟아져 나와 선수들을 에워싼다. 일부 관중들은 혼란 속에서 연합군 선수들이 변장하여 탈출할 수 있도록 돕고, 그들은 모두 문을 뚫고 자유를 향해 나아간다.

## 출연

### 배우
- 실베스터 스탤론 (Sylvester Stallone) - 로버트 해치 대위
- 마이클 케인 (Michael Caine) - 존 콜비 대위
- 막스 폰 시도우 (Max von Sydow) - 칼 폰 스테이너
- 팀 피곳 스미스 (Tim Pigott-Smith) - 로즈

### 축구 선수
- 펠레 (Pele) [전 브라질 축구 국가대표] - 루이스 페르난데스 상병
- 바비 무어 (Bobby Moore) [전 잉글랜드 축구 구가대표] - 테리 브래디
- 오스발도 아르딜레스 (Osvaldo Ardiles) [전 아르헨티나 축구 국가대표] - 카를로스 레이
- 파울 판 힘스트 (Paul Van Himst) [전 벨기에 축구 국가대표] - 미쉘 플레우
- 마이크 서머비 (Mike Summerbee) [전 잉글랜드 축구 국가대표] - 시드 해머
- 카지미에시 데이나 (Kazimierz Deyna) [전 폴란드 축구 국가대표] - 폴 볼체크
- 워너 로스 (Werner Roth) [전 미국 축구 국가대표] - 바우만
- 할바르 토레센 (Hallvar Thoresen) [전 노르웨이 축구 국가대표] - 거너 힐슨
- 코 프린스 (Co Prins) [전 네덜란드 축구 국가대표] - 피터 반 백
- 존 워크 (John Wark) [전 스코틀랜드 축구 국가대표] - 아서 헤이즈
- 쇠렌 린스테드 (Søren Lindsted) [전 덴마크 축구 국가대표] - 에릭 볼
- 캐빈 오캘러한 (Kevin O'Callaghan) [전 아일랜드 축구 국가대표] - 토니 루이스
- 로리 시벨 (Laurence Sivell) [전 입스위치 타운 FC 소속] - 슈미트
- 러셀 오스만 (Rusell Osman) [전 잉글랜드 축구 국가대표] - 더그 클루어
- 케빈 비티 (Kevin Beattie) [전 잉글랜드 축구 국가대표] - 마이클 케인

## 한국판 성우진

### SBS
- 이정구 - 로버트 해치 대위(실베스터 스탤론)
- 박상일 - 존 콜비 대위(마이클 케인)
- 신흥철
- 오인성
- 윤병화
- 이근욱
- 이재용
- 최덕희